# Меречинень (комуна, Бузеу)
Меречинень, Меречинені (рум. Mărăcineni) — комуна у повіті Бузеу в Румунії. До складу комуни входять такі села (дані про населення за 2002 рік):
- Кепецинешть (2884 особи)
- Меречинень (2538 осіб) — адміністративний центр комуни
- Поточень (1780 осіб)

Комуна розташована на відстані 99 км на північний схід від Бухареста, 3 км на північ від Бузеу, 99 км на захід від Галаца, 107 км на південний схід від Брашова.

## Населення
За даними перепису населення 2002 року у комуні проживали 7202 особи.
Національний склад населення комуни:
| Національність | Кількість осіб | Відсоток |
| -------------- | -------------- | -------- |
| румуни         | 7184           | 99,8%    |
| цигани         | 17             | 0,2%     |
| угорці         | 1              | < 0,1%   |

Рідною мовою назвали:
| Мова      | Кількість осіб | Відсоток |
| --------- | -------------- | -------- |
| румунська | 7188           | 99,8%    |
| циганська | 13             | 0,2%     |
| угорська  | 1              | < 0,1%   |

Склад населення комуни за віросповіданням:
| Релігія       | Кількість осіб | Відсоток |
| ------------- | -------------- | -------- |
| православні   | 7191           | 99,8%    |
| адвентисти    | 9              | 0,1%     |
| римо-католики | 2              | < 0,1%   |

## Зовнішні посилання
- Дані про комуну Меречинень на сайті Ghidul Primăriilor